# Banjo (Segelflugzeug)
Der Banjo ist ein einsitziges Ultraleicht-Segelflugzeug des tschechischen Herstellers ProFe. Es ist als Hochdecker mit Tragflächen und Rudern in Holzbauweise ausgelegt, während der Rumpf aus glasfaserverstärktem Kunststoff konstruiert ist.
Vom Grundmuster ausgehend existieren auch die motorisierte Variante Banjo-MH und die doppelsitzige Version DuoBanjo.

## Technische Daten
| Kenngröße              | Daten          |
| ---------------------- | -------------- |
| Besatzung              | 1              |
| Länge                  | 6,3 m          |
| Spannweite             | 13,3 m         |
| Höhe                   | 1,2 m          |
| Flügelfläche           | 10,5 m²        |
| Flügelstreckung        | 17             |
| Gleitzahl              | 28 bei 70 km/h |
| Geringstes Sinken      | 0,68 m/s       |
| Rüstmasse              | 105 kg         |
| max. Startmasse        | 220            |
| Flächenbelastung       | 20 kg/m²       |
| Mindestgeschwindigkeit | 50 km/h        |
| Höchstgeschwindigkeit  | 140 km/h       |